# Myrcia microphylla
Myrcia microphylla är en myrtenväxtart som beskrevs av Otto Karl Berg. Myrcia microphylla ingår i släktet Myrcia och familjen myrtenväxter. Inga underarter finns listade i Catalogue of Life.